# Regione di Šowši
La regione di Šowši (in armeno Շուշի?), traslitterato Shushi, era una regione della repubblica del Nagorno Karabakh, dal 2017 al 2024 denominata repubblica di Artsakh, con capoluogo Shushi.
La regione contava 5 400 abitanti (dato del 2015) per una superficie di 381,30 km² e comprendeva un centro urbano (il capoluogo) e 6 comunità rurali.

## Lista delle comunità regionali

### Comunità urbane
- Shushi

### Comunità rurali
- Yeghtsahogh
- Hinshen
- Karintak
- Kirsavan
- Lisagor
- Mets Shen